# Diversidad sexual en Antigua y Barbuda
La diversidad sexual en Antigua y Barbuda se enfrenta a ciertos desafíos legales no experimentados por otros residentes. No existen leyes en contra de la discriminación por orientación sexual ni identidad de género, ni tampoco se reconocen las uniones entre personas del mismo sexo de ningún tipo, ya sea el matrimonio o la unión civil. Las familias integradas por parejas del mismo sexo no reciben ninguno de los derechos otorgados a aquellas familias integradas por parejas de distinto sexo.
El 5 de julio de 2022, la Corte Suprema del Caribe Oriental dictaminó que los artículos del Código Penal que declaraban ilegal la intimidad consentida entre personas del mismo sexo eran inconstitucionales y, por lo tanto, nulas. En su fallo, el tribunal sentó un precedente de que las protecciones constitucionales contra la discriminación sexual por parte del gobierno también cubren la orientación sexual y la identidad de género y que, como tal, el gobierno no puede hacer cumplir o introducir leyes que discriminen por orientación sexual o identidad de género.

## Legalidad de las actividades sexuales entre personas del mismo sexo
El 5 de julio de 2022, la Corte Suprema del Caribe Oriental dictaminó que los artículos del Código Penal que declaraban ilegal la intimidad consentida entre personas del mismo sexo eran inconstitucionales y, por lo tanto, nulas.
Dos artículos de la Ley de delitos sexuales de 1995 están relacionadas con las actividades sexuales entre personas del mismo sexo. El primero es el artículo 12:

Section 12. (1) A person who commits buggery is guilty of an offence and is liable on conviction to imprisonment -

  (a) for life, if committed by an adult on a minor;

   (b) for fifteen years, if committed by an adult on another adult;

   (c) for five years, if committed by a minor.

(2) In this section "buggery" means sexual intercourse per anum by a male person with a male person...
Artículo 12. (1) Una persona que cometa sodomía es culpable de delito y puede ser condenada a prisión:

  (a) de por vida, si es cometida por un adulto en un menor;

   (b) por quince años, si es cometida por un adulto en otro adulto;

   (c) por cinco años, si es cometida por un menor.

(2) En este artículo "sodomía" quiere decir relación sexual anal de un hombre con un hombre...

Y el segundo es el artículo 15:

Section 15. (1) A person who commits an act of serious indecency on or towards another is guilty of an offence and is liable on conviction to imprisonment -

  (a) for ten years, if committed on or towards a minor under sixteen years of age;

   (b) for five years, if committed on or towards a person sixteen years of age of more

 [...]

(3) An act of "serious indecency" is an act, other than sexual intercourse (whether natural or unnatural), by a person involving the use of the genital organ for the purpose of arousing or gratifying sexual desire.
Artículo 15. (1) Una persona que cometa un acto grave de indecencia hacia otro es culpable de delito y puede ser condenado a prisión:

  (a) por diez años, si se comete con un menor de dieciséis años de edad;

   (b) por cinco años, si se comete con una persona de dieciséis años de edad o más

 [...]

(3) Un acto "grave de indecencia" es aquel acto, que no es una relación sexual (ya sea natural o antinatural), realizado por una persona que involucra el uso del órgano genital con el propósito de despertar o gratificar el deseo sexual.

En mayo de 2016, durante el Examen Periódico Universal del Consejo de Derechos Humanos de las Naciones Unidas, los representantes de Argentina, Australia, Francia, Alemania, Países Bajos y Nicaragua aconsejaron al Gobierno que derogara el delito de sodomía y garantizara plenos derechos humanos a grupos vulnerables como la comunidad LGBT. La ministra de Transformación Social, Samantha Marshall, anunció que la prohibición de la sodomía era anticuada y debía ser derogada. La Secretaria Parlamentaria del Ministerio de Asuntos Jurídicos, Seguridad Pública y Trabajo, Maureen Payne-Hyman, aseguró al Consejo que la comunidad LGBT no era perseguida en el país.
El 16 de agosto de 2016, el Gobierno de Antigua y Barbuda anunció que no tenía intención de derogar la prohibición de la sodomía. El anuncio fue realizado luego de que la Corte Suprema de Belice declarara que la prohibición de la Sodomía en Belice era inconstitucional. Sin embargo, reconoció que debido a que ambos países tienen una jurisprudencia similar, si un grupo de interés presentaba una demanda contra la ley ante un tribunal, lo más seguro sería que esta fuese declarada inconstitucional. El 1 de noviembre de 2019, la Alianza del Caribe Oriental para la Diversidad e Igualdad anunció que planeaba presentar una demanda legal para finales de 2019.

## Protecciones contra la discriminación
En su fallo del 5 de julio de 2022 que anuló las leyes de sodomía de la nación, la Corte Suprema del Caribe Oriental encontró que la disposición constitucional de Antigua y Barbuda contra la discriminación basada en el sexo también incluía una prohibición de discriminación basada en la orientación sexual y la identidad de género:
Al dar una interpretación liberal y deliberada al artículo 14(3) de la Constitución, la referencia al “sexo” no debe referirse simplemente a un género físico. Tal enfoque sería demasiado lineal y restrictivo. La referencia a “sexo” necesariamente englobaría conceptos como identidad de género, carácter sexual y orientación sexual. Sería contraproducente para la disposición constitucional si la noción de sexo se separara de las cuestiones de orientación sexual e identificación sexual, ya que el concepto de sexo como género físico conlleva una percepción de cómo las personas se identifican y se orientan incluso en aquellos casos en los que la identificación y la orientación son de naturaleza estereotipada o tradicional.